# 恵み野里美
恵み野里美（めぐみのさとみ）は北海道恵庭市の地名。郵便番号は061-1376。人口は728人、世帯数は316世帯。

## 地理
恵み野里美は千歳線西側の地域で、地区の南側に国道36号（恵庭バイパス）と地区内を道道江別恵庭線が通っている。

## 歴史
2011年7月、恵み野駅西口周辺開発事業が認可され、造成着工した。2013年6月、恵み野里美ニュータウンとして宅地分譲が決定された。

### 沿革
- 2013年（平成25年）8月10日 - 西島松の一部地域と南島松の一部地域を恵み野里美に町名変更[7]。
- 2017年（平成29年）2月7日 - 恵み野里美地区の地番変更[8]。

### 町名の変遷
町名の変遷は以下の通り。
| 実施内容 | 実施年月日    | 実施前 | 実施後     |
| -------- | ------------- | ------ | ---------- |
| 町名変更 | 2013年8月10日 | 西島松 | 恵み野里美 |

## 人口と世帯数
2023年9月30日現在の人口と世帯数は以下の通り。
| 町名            | 人口  | 世帯    |
| --------------- | ----- | ------- |
| 恵み野里美1丁目 | 213人 | 163世帯 |
| 恵み野里美2丁目 | 515人 | 153世帯 |
| 計              | 728人 | 316世帯 |

## 小・中学校の通学区
小・中学校の通学区は以下の通り。
| 町名       | 街区 | 小学校               | 中学校               |
| ---------- | ---- | -------------------- | -------------------- |
| 恵み野里美 | 全域 | 恵庭市立恵み野小学校 | 恵庭市立恵み野中学校 |

## 交通

### 鉄道
- 最寄り駅はJR千歳線の恵み野駅。

### バス
- えにわコミュニティバス（ecoバス）
  - 「恵み野駅西口」・「フレスポ恵み野」停留所がある[10]。

### 道路
- 一般道道
  - 3・3・105江別恵庭大通[11]
- 都市計画道路
  - 3・4・134 恵み野駅通[11]

## 施設
大型商業複合施設
- フレスポ恵み野

商業施設
- セブン-イレブン 恵庭恵み野里美店
- オカモトセルフ 恵庭恵み野
- セントラルフィットネスクラブ24 恵み野
- ツルハドラッグ 恵み野里美店
- Honda Cars 札幌中央 恵庭店

宗教施設
- 創価学会 道央文化会館

街区公園
- さとみ公園